# Lloyd Blaine Hammond
Lloyd Blaine Hammond (Savannah, Georgia, 1952. január 16.–) amerikai űrhajós.

## Életpálya
1973-ban a Haditengerészeti Akadémián (USAF Academy) gépészmérnöki oklevelet szerzett. 1974-ben a Georgia Institute of Technology keretében megvédte diplomáját. 1975-ben kapott repülőgép vezetői jogosítványt. 1976-1980 között Németországban teljesített feladatokat. Szolgálati repülőgépe az F–4E volt. 1981-ben Angliában szerzett tesztpilóta jogosítványt. 1982-től tesztpilóta oktató.
1984. május 23-tól a Lyndon B. Johnson Űrközpontban részesült űrhajóskiképzésben. Több mint 4500 órát töltött a levegőben (repülő/űrrepülő), tesztelt 15 amerikai és 10 angol (RAF) repülőgéptípust. Kiképzett űrhajósként az Űrrepülő Iroda keretében az űrrepülőgép üzemeltetéséért volt felelős munkatársa a Shuttle Avionics Integrációs Laboratoryumnak. Két űrszolgálata alatt összesen 19 napot, 6 órát és 11 percet (462 óra) töltött a világűrben. Űrhajós pályafutását 1998. február 23-án fejezte be. A Gulfstream V berepülő pilótája, tanácsadó.

## Űrrepülések
- STS–39, a Discovery űrrepülőgép 12. repülésének pilótája. Az Amerikai Védelmi Minisztérium (DoD) megbízásából indított Space Shuttle repülés. Egy űrszolgálata alatt összesen 8 napot, 7 órát, 22 percet és 21 másodpercet töltött a világűrben. 5 584 423 kilométert (3 470 000 mérföldet) repült, 134 alkalommal kerülte meg a Földet.
- STS–64, a Discovery űrrepülőgép 19. repülésének pilótája. Első alkalommal alkalmaztak lézertechnológiát környezetvédelmi felmérésekhez. Pályairányba helyeztek egy mérőmodult, amit kettő nap után visszanyertek, hogy a Földön értékelhessék mérési eredményeit. Űrséta alkalmával tesztelték az új karosszéket, a szabad mozgást (kábel nélkül) segítő űreszközt. Egy űrszolgálata alatt összesen 10 napot, 22 órát és 49 percet (263 óra) töltött a világűrben. 7 242 048 kilométert (4 500 000 mérföldet) repült, 176 kerülte meg a Földet.